# Injektionsallergen
Als Injektionsallergen bezeichnet man eine Substanz, die von außen, beispielsweise in Folge eines Insektenstichs, durch die Haut dringt und eine allergische Reaktion auslöst.
Injektionsallergene zeichnen sich durch die Besonderheit aus, dass die für die anderen Sensibilisierungen erforderliche Grenzschicht der Haut (und Schleimhäute) durch den Injektionsprozess überwunden wird. Als wichtigste Vertreter dieser Allergene sind die Insektengifte zu nennen (Insektengiftallergie: v. a. Bienen- und Wespengift), seltener auch das Alpha-Gal-Syndrom. Ferner werden auch parenteral verabreichte Medikamente zu dieser Form gezählt, wenn sie allergieauslösend im Organismus wirken.